# Моска, Лука
Лука Моска (итал. Luca Mosca; род. 29 мая 1957, Милан, Италия) — итальянский композитор, пианист, музыковед и музыкальный педагог.

## Биография
Родился в Милане 29 мая 1957 года. Музыкальное образование получил в консерватории имени Джузеппе Верди в Милане, которую окончил по классу фортепиано, клавесина и композиции. Учителями Моски были Эли Перротта, Антонио Баллиста, Марина Мауриелло, Сальваторе Шаррино и Франко Донатони. Вёл активную гастрольную деятельность, выступая с концертами в качестве пианиста и клавесиниста. Концертная программа Моски состояла из произведений классических композиторов XX века и его собственных сочинений. Есть записи исполнения им произведений Клода Дебюсси и композиторов — представителей романтизма.
В ранний период творчества находился под влиянием постмодерна. Затем им был выработан личный и узнаваемый музыкальный язык, основанный на почти постоянном использовании хроматического тотала, где ритмический компонент имеет первостепенное значение, часто сочетаясь с решительно виртуозным использованием голосов и инструментов. С конца 1990-х годов внимание композитора сосредоточилось на сочинении произведений для сцены. В этот период им была написана большая часть его опер. Большой популярностью пользовалась его опера «Господин Ме», сатира на премьер-министра Сильвио Берлускони и его кабинет министров. Произведения композитора были опубликованы изданием Сувини Дзербони в Милане.
В настоящее время Моска живет и работает в Венеции, где преподает общую музыкальную культуру и музыкальный анализ в консерватории имени Бенедетто Марчелло.

## Творческое наследие
Творческое наследие композитора включает 11 опер, многочисленные произведения камерной музыки и вокальные сочинения.

## Аудиозаписи
- Luca Mosca. «Per Ernesto» (2013) — Лука Моска. «Для Эрнесто» (2013) — девять музыкальных фрагментов для флейты (также флейты-пикколо), кларнета, скрипки, виолончели и фортепиано. В исполнении «Ex Novo Ensemble» в зале Аполлинеэ в театре Ла-Фениче в Венеции.